# Cotonou I
Cotonou I è un arrondissement del Benin situato nella città di Cotonou (dipartimento del Litorale) con 59.980 abitanti (dato 2006).